# Koszyce
Koszyce è un comune rurale polacco del distretto di Proszowice, nel voivodato della Piccola Polonia.
Ricopre una superficie di 65,96 km² e nel 2004 contava 5 697 abitanti.